# 水上由伸
水上 由伸（みずかみ よしのぶ、1998年7月13日 - ）は、長野県上伊那郡宮田村南割出身のプロ野球選手（投手）。右投右打。埼玉西武ライオンズ所属。

## 経歴

### プロ入り前
宮田村立宮田小学校3年次から野球を始め、宮田村立宮田中学校在学時は軟式野球部に所属した。
山梨県の帝京第三高等学校に進学し、投手兼三塁手として最速144km/h、高校通算15本塁打を記録した。最高成績は3年夏の県大会4強で甲子園出場経験はない。高校の1学年上に茶谷健太がいた。高校3年時にはプロ志望届を提出したが、指名はなかった。
四国学院大学社会学部カルチュラル·マネジメント学科に入学する。硬式野球部に所属し、外野手としてプレーしていたが3年時に投手に転向。大学時代はキャプテンを務め、投手として大学3年時に四国地区大学野球連盟秋のリーグ戦で最多勝利を獲得した。
2020年10月26日に行われた2020年のドラフト会議では、埼玉西武ライオンズから育成5位指名を受け、11月16日に入団交渉を行い、支度金350万円、年俸400万円（金額は推定）で仮契約した。背番号は128。この年のドラフト会議で西武で最後に指名された選手だった。

### 西武時代
2021年5月13日に支配下登録となり、背番号が69に変更された。推定年俸は470万円。支配下登録されてからも二軍でチーム最多の登板数を維持すると、6月10日に一軍初昇格。翌11日の中日ドラゴンズ戦でプロ初登板を果たし、1回をプロ初奪三振を含む三者凡退で無失点に抑えた。同23日の東北楽天ゴールデンイーグルス戦ではプロ初ホールドを記録し、8月22日のオリックス・バファローズ戦では甲斐野央が持つデビューから13試合連続無失点のパ・リーグ記録を更新した。しかし、9月5日の楽天戦、4回裏一死一・三塁の場面で登板するも、スクイズと四球で二死一・二塁となり、続く茂木栄五郎が放ったレフト前への打球を栗山巧が後逸し、一塁走者も生還。記録は二塁打となり1失点、デビューからの連続無失点記録が17試合で途絶えた。9月19日のオリックス戦でシーズン2失点目を喫して以降は調子を落とし、失点する試合が増え、最終戦を4日後に控えた10月22日に出場選手登録を抹消されてシーズンを終えた。ルーキーイヤーは一軍で29試合に登板し、0勝1敗4ホールド・防御率2.33を記録。オフに530万円増となる推定年俸1000万円で契約を更改した。
2022年は開幕を一軍で迎え、4月20日の千葉ロッテマリーンズ戦でプロ初勝利を記録。4月24日終了時点で防御率0.79、リーグトップの12試合に登板とフル回転していたが、翌25日に無症状ながら新型コロナウイルス陽性判定を受け、出場選手登録を抹消された。5月10日に一軍へ復帰し、交流戦前の2登板では連続失点を喫したが、交流戦に入ると7回のセットアッパーとしての起用で結果を残し、6月以降はホールド機会が増加。7月12日終了時点で35試合に登板し、3勝1敗17ホールド・防御率0.79を記録すると、監督推薦でオールスターに初選出。第2戦に6番手として登板し、1イニングを無失点に抑えた。7月13日に守護神の増田達至が新型コロナウイルス陽性判定で離脱しており、勝ちパターンの8回を務めていた平良海馬が9回、7回を務めていた水上が8回を担当する体制で凌いでいたが、平良が球宴前の3登板全てで失点と調子を落とし、水上が抑え候補に浮上。後半戦開幕戦となった7月29日の福岡ソフトバンクホークス戦、3点リードの9回裏に登板し、1イニングを無失点に抑えてプロ初セーブを挙げた。7月は11試合の登板で2勝1セーブ・防御率0.00、リーグトップの7ホールドを記録し、球団の育成出身選手としても初となる月間MVPを受賞した。8月6日のロッテ戦でブランドン・レアードに逆転2点本塁打を打たれ、この年初めての被本塁打・複数失点を喫すると、同25日のロッテ戦では一死しか取れずに3安打2死球2失点で救援失敗、同31日の日本ハム戦では1回3安打2失点で敗戦投手。調子を落としたことで9・10月は3ホールドにとどまったものの、この年は60試合の登板で4勝4敗31ホールド1セーブ・防御率1.77を記録し、35ホールドポイントで自身初のタイトルとなる最優秀中継ぎ投手を獲得した。また、11月25日に開催されたNPB AWARDS 2022の新人王投票では有効投票数267のうち、177票を集めて新人王も獲得。育成ドラフト出身の新人王はパ・リーグ史上初の快挙であった。12月1日には、3000万円増となる推定年俸4000万円で契約を更改した。
2023年は2年連続で開幕一軍入りを果たしたが、オープン戦の頃から「もう少し球速が上がってくれば」と話していたストレートの平均球速は130km/h台後半にとどまり、また「切れが戻っていない」とシュートも納得できない状態であった。開幕から2試合の登板で無失点には抑えていたものの、投球内容が悪く、4月10日に出場選手登録を抹消された。二軍でも打ち込まれ、特に5月17日のイースタン・リーグ公式戦では一死しか取れずに5失点を喫し、防御率は10点台。その後、右肩のコンディション不良を発症すると、三軍に属し、ボールボーイを務めていた期間もあった。6月20日に二軍復帰を果たすと、7月4日に出場選手登録。同月8日のオリックス戦で約3か月ぶりの一軍登板となり、三者凡退に抑え、ストレートは最速148km/h、シュートは最速146km/hを計測した。再登録後は走者のいる場面での登板が多く、ホールド機会は少なかったものの、シーズン終了まで一軍に帯同し、この年は23試合の登板で0勝2敗5ホールド1セーブ・防御率2.12という成績であった。オフに700万円減となる推定年俸3300万円で契約を更改した。
2024年も開幕を一軍で迎えたが、開幕3登板目となった4月4日のオリックス戦で火消しに失敗すると、続く同6日の日本ハム戦ではシーズン初失点を喫するなど、回頭からの登板も2/3回を2失点で降板。さらに同13日のソフトバンク戦では火消しに成功したが、回またぎとなった6回表に山川穂高の満塁本塁打で4失点と3登板連続で不本意な投球が続いた。ただ、その後は復調を見せ、4月終了時点では10試合に登板し、0勝0敗5ホールド・防御率6.75という成績であった。5月4日のソフトバンク戦で同点の延長10回表から登板し、1イニングを無失点に抑えると、直後にチームがサヨナラ勝ちを収めたことで、水上に639日ぶりの勝利投手が記録。しかし、5月7日のロッテ戦では回頭からの登板も、一死しか奪えずに4失点を喫し、翌8日に出場選手登録を抹消された。7月17日の再登録以降はシーズン終了まで一軍に帯同したが、ホールドを記録した登板は1試合のみ。この年は29試合の登板で1勝1敗6ホールド・防御率5.28という成績にとどまり、オフに300万円減となる推定年俸3000万円で契約を更改した。

## 選手としての特徴
シュートと鋭く横滑りするスライダーを生命線に打者の内角を強気に突く投球スタイル。持ち球はその他に最速152km/hのストレート、カットボール、カーブ、フォークがある。
ピンチになっても動じない強いメンタルの持ち主であり、超がつくほどのプラス思考で切り替えが早い。これらの思考の原点は高校時代に専門の講師から学んだメンタルトレーニングにあり、大学でも独学で勉強を続け、ピンチの場面でも「ここで抑えればヒーローだ」と力に変換できる。ポジティブすぎて、周囲から心配されることもあるという。

## 人物
出身地の宮田村で初のNPB契約選手である。2022年にオールスターに初選出された際は、オールスター選出を告げる特大ポスターが村役場の正面玄関に貼られたり、2021年シーズンに使用した水上のグラブや初勝利時のボールなどがウエルカムリビングに展示されたりなど、村の盛り上げが図られた。宮田村の小田切康彦村長は「水上投手の存在が村の知名度向上にもつながっている」と語っている。宮田村は2023年、西武の「ふるさとナイター」のスポンサー契約を初めて結び、8月15日には水上の応援観戦ツアー「水上由伸投手のふるさと長野県宮田村ナイター」が開催された。同試合の始球式には小田切村長が参加した。2022年はパ・リーグの新人王を獲得したが、これは長野県出身者として初であり、同年オフに帰郷した際、長野県知事の阿部守一を表敬訪問した。
名前の「由伸」は元読売ジャイアンツの高橋由伸が由来で、水上の父親がファンだったことから名付けられた。プロ入り後は髙橋朋己から「ヨッシー」という愛称をつけられた。
甘えん坊な性格である。西武入団当初の一軍監督であった辻発彦は、選手からちょっかいを出してもらいたかったというが、「水上（由伸）だけですよ。僕のとこにちょっかい出してくるの。『監督！きょうも頑張りましょう！』って。お前が頑張れ（笑）でも嬉しかったですね。本当にナイスガイですよ」と水上だけがちょっかいを出してきたことを退任後に明かした。
ルービックキューブが得意。座右の銘は「他喜力」（他人を喜ばせる力）。
自身をプロ入りに導いた担当スカウトの渡辺智男に強い恩義を抱いている。「智男さんに拾ってもらい、本当にギリギリで入れてもらった（育成ドラフトで最後に指名された）。すごく感謝しているんです」と話し、引退後は彼の影響からスカウトになりたいという。
ヒップホップアーティスト・AK-69のファンであり、プロ入り1年目の支配下登録された際からつける背番号69はそれにあやかったもの。以上の理由から69に愛着を持っているが、記者から「若い番号にできるならば？」という質問に対し、自身の担当スカウトで恩人の渡辺智男と大好きな先輩の十亀剣がつけた21をつけたいと話している。

## 詳細情報

### 年度別投手成績
| 年 度     | 球 団     | 登 板 | 先 発 | 完 投 | 完 封 | 無 四 球 | 勝 利 | 敗 戦 | セ 丨 ブ | ホ 丨 ル ド | 勝 率 | 打 者 | 投 球 回 | 被 安 打 | 被 本 塁 打 | 与 四 球 | 敬 遠 | 与 死 球 | 奪 三 振 | 暴 投 | ボ 丨 ク | 失 点 | 自 責 点 | 防 御 率 | W H I P |
| --------- | --------- | ----- | ----- | ----- | ----- | -------- | ----- | ----- | -------- | ----------- | ----- | ----- | -------- | -------- | ----------- | -------- | ----- | -------- | -------- | ----- | -------- | ----- | -------- | -------- | ------- |
| 2021      | 西武      | 29    | 0     | 0     | 0     | 0        | 0     | 1     | 0        | 4           | .000  | 114   | 27.0     | 19       | 1           | 16       | 0     | 1        | 22       | 0     | 0        | 7     | 7        | 2.33     | 1.30    |
| 2022      | 西武      | 60    | 0     | 0     | 0     | 0        | 4     | 4     | 1        | 31          | .500  | 218   | 56.0     | 34       | 1           | 17       | 1     | 5        | 40       | 4     | 0        | 13    | 11       | 1.77     | 0.91    |
| 2023      | 西武      | 23    | 0     | 0     | 0     | 0        | 0     | 2     | 1        | 5           | .000  | 75    | 17.0     | 12       | 1           | 14       | 0     | 0        | 13       | 0     | 0        | 4     | 4        | 2.12     | 1.53    |
| 2024      | 西武      | 29    | 0     | 0     | 0     | 0        | 1     | 1     | 0        | 6           | .500  | 131   | 29.0     | 34       | 1           | 14       | 0     | 1        | 13       | 0     | 0        | 18    | 17       | 5.28     | 1.66    |
| 通算：4年 | 通算：4年 | 141   | 0     | 0     | 0     | 0        | 5     | 8     | 2        | 46          | .385  | 538   | 129.0    | 99       | 4           | 61       | 1     | 7        | 88       | 4     | 0        | 42    | 39       | 2.72     | 1.24    |

- 2024年度シーズン終了時

### 年度別守備成績
| 年 度 | 球 団 | 投手  | 投手  | 投手  | 投手  | 投手  | 投手     |
| 年 度 | 球 団 | 試 合 | 刺 殺 | 補 殺 | 失 策 | 併 殺 | 守 備 率 |
| ----- | ----- | ----- | ----- | ----- | ----- | ----- | -------- |
| 2021  | 西武  | 29    | 3     | 3     | 0     | 0     | 1.000    |
| 2022  | 西武  | 60    | 5     | 9     | 1     | 1     | .933     |
| 2023  | 西武  | 23    | 1     | 3     | 0     | 0     | 1.000    |
| 2024  | 西武  | 29    | 0     | 5     | 0     | 0     | 1.000    |
| 通算  | 通算  | 141   | 9     | 20    | 1     | 1     | .967     |

- 2024年度シーズン終了時

### タイトル
- 最優秀中継ぎ投手：1回（2022年）

### 表彰
- 新人王（2022年）[注 2]
- 月間MVP：1回（投手部門：2022年7月）

### 記録
初記録
- 初登板：2021年6月11日、対中日ドラゴンズ1回戦（メットライフドーム）、8回表に4番手で救援登板、1回無失点[92]
- 初奪三振：同上、8回表に三ツ俣大樹から空振り三振[93]
- 初ホールド：2021年6月23日、対東北楽天ゴールデンイーグルス10回戦（メットライフドーム）、5回表に2番手で救援登板、1回無失点[20]
- 初勝利：2022年4月20日、対千葉ロッテマリーンズ5回戦（ベルーナドーム）、7回表二死に2番手で救援登板、1/3回無失点[94]
- 初セーブ：2022年7月29日、対福岡ソフトバンクホークス12回戦（福岡PayPayドーム）、9回裏に4番手で救援登板・完了、1回無失点[95]

その他の記録
- オールスターゲーム出場：1回（2022年）

### 背番号
- 128（2021年[13] - 同年5月12日）
- 69（2021年5月13日[16] - ）